# Štěrbovka skalní
Štěrbovka skalní (Andreaea rupestris) patří do oddělení mechů (Bryophyta). Je nejčastějším zástupcem třídy Andreaeopsida v České republice. Do rodu Andreaea patří společně s dalšími asi 90 druhy (přesný počet není stanoven). V Evropě se vyskytuje 13 druhů štěrbovek.

## Popis

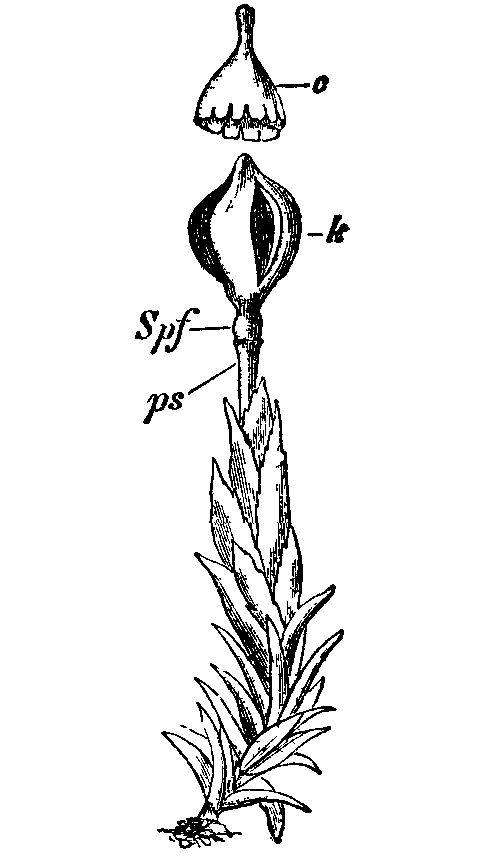
Detail rostlinky, Andreaea rupestris

Jednotlivé rostlinky jsou 0,5–3 cm vysoké a tvoří barevně proměnlivé, vytrvalé porosty nebo malé polštářky. Mají matný povrch a mohou být hnědočervené, zelenočerné, černohnědé až černavé.
Podlouhle vejčité, mírně vyduté lístky (fyloidy) jsou za sucha přitisklé a za vlhka odstálé, mohou být až 1 mm dlouhé a 0,45 mm široké, nemají žebro a zužují se do kopinaté špičky. Na lodyžce jsou šroubovitě uspořádané. V paždí fyloidů se nacházejí slizové papily. Kauloid štěrbovky je vzpřímený a nevětvený.
Tobolka (k) vyrůstá na pseudopodiu, které nahrazuje štět (ten úplně chybí). Stěnu tobolky tvoří 5-10 vrstev, obsahuje chloroplasty a postrádá průduchy. Po dozrání tobolka puká 4 chlopněmi (příčnými štěrbinami). Prvoklíčky vznikají endoskopickým klíčením uvnitř výtrusů, ty jsou tlustostěnné a obsahují chloroplasty a olejové kapičky. Vrchol tobolky pokrývá malá čepička (o), která je dvouvrstvá a odpadává těsně před dozráním.
Štěrbovka skalní je jednodomá rostlina.

## Rozšíření
Vyskytuje se společensky, nejčastěji na kyselých, nevápenatých silikátových skalách a kamenech, hojnější je ve vyšší nadmořské výšce a chladnějších pásmech. V Česku jsou příkladem hojného výskytu skalnatá stanoviště Žďárských vrchů.

## Další štěrbovky
- Andreaea alpestris (Thed.) Schimp. - štěrbovka horská
- Andreaea crassinervia Bruch - štěrbovka tlustožeberná
- Andreaea frigida Huebener - štěrbovka mdlá
- Andreaea rothii F. Weber & D. Mohr - štěrbovka Rothova
- Andreaea blyttii Schimp.
- Andreaea depressinervis Cardot.
- Andreaea gainii Cardot.
- Andreaea heinemanii Hampe ex Müll. Hall.
- Andreaea megistospora B. Murr.
- Andreaea mutabilis Hook. f. & Wils.
- Andreaea nivalis Hook.
- Andreaea obovata Thed.